# 岡田勉
岡田 勉（おかだ つとむ、1948年12月23日 - 2013年10月2日）は、愛媛県出身のベーシスト。

## 略歴
上智大学在学中に音楽活動を開始。数々のジャズ・ミュージシャンの作品に参加している。綾戸智絵のファースト及びセカンド・アルバム、与世山澄子のデビュー・アルバムへの参加などもある。参加作品への楽曲提供も多い。
毎年、200回を越えるライブ・セッションをこなし、大野俊三、大友義雄、ケイコ・リー、中本マリ、日野元彦、向井滋春、丸山繁雄、渡辺裕之など、共演者は数え切れない。
ジャズ以外でも、村上寛とともにSIONのアルバムやツアーへの参加などがある。
トゥーツ・シールマンスやリー・コニッツ作品への参加、ルー・タバキン来日ツアーへの参加など、海外アーティストとの交流も多い。
2006年からは、イッセー尾形の舞台への参加など、活動の場を広げている。
2007年に、自己がリーダーを務めるカルテット＜ヒコのりベンBand＞によるファースト・アルバム『HAPPINESS』を、2010年にセカンド・アルバム『Zan Zaux』を発表。メンバーは、峰厚介、野力奏一、村上寛、岡田勉。
2013年、他界。

### 闘病中の応援ライブ，追悼ライブなど
- 「(闘病中の)岡田勉を励ます会」
  - 2013年1月30日
  - 場所：東京高円寺 Live Music JIROKICHI
  - 主な参加ミュージシャン：峰厚介,増尾好秋,野力奏一,鈴木良雄,村上寛,稲葉国光,岩崎佳子,海老原淳子,大森明,金澤英明,グレッグ・リー,櫻井郁男,渋谷毅,清水絵里子,鈴木ウータン正夫,深井克則,福村博,松島啓之,宮野裕司,三好"Sankichi" 功郎,村田憲一郎,望月英明,守新治,山田穣,山本剛,力武誠,渡辺文男,他

- 「CD：Laughing Heart」
  - 参加ミュージシャン：峰厚介,増尾好秋,野力奏一,鈴木良雄,村上寛
  - ジャケットデザイン：柴田雄一郎

- 「"Get Well" BEN ーJAZZ Bassist 岡田勉へー」
  - 2013年5月6日
  - 場所：名古屋市芸術創造センター
  - 主催：名古屋 jazz inn LOVELY
  - 主な参加ミュージシャン：日野皓正,中本マリ,Keiko Lee,後藤浩二,江藤良人,加藤雅史,峰厚介,野力奏一,村上寛,鈴木良雄

- 「岡田勉さんを励ますスペシャルセッション」
  - 2013年9月29日
  - 場所：横浜 Dolphy
  - 主な参加ミュージシャン：峰厚介,増尾好秋,野力奏一,鈴木良雄,村上寛

- 「故・岡田勉 追悼LIVE」
  - 2013年11月4日
  - 場所：新宿 Pit Inn
  - 主な参加ミュージシャン：峰厚介,増尾好秋,野力奏一,鈴木良雄,村上寛

- 「岡田勉 追悼ライブ」
  - 2013年11月21日
  - 場所：東京吉祥寺 SOMETIME
  - 主な参加ミュージシャン：峰厚介,秋山一将,続木徹,小杉敏,村上寛,鈴木 道子,鈴木ウータン正夫,宮野裕司

- 「ジャズベーシスト岡田勉メモリアル写真展」
  - 2014年1月6日～29日
  - 名古屋市八田 ジャズ喫茶Cafesta

- 「CD：ONTOLOGY」
  - 2014年5月14日リリース
  - 参加ミュージシャン：後藤浩二

- 『See You BEN-またね、BENさん』iPhone、iPad用アプリ
  - 2015年3月11日リリース
  - 〈参加ミュージシャン・他〉AKI／秋山一将／石井彰／稲葉国光／宇根裕子／江藤良人／海老原淳子／大隅寿男／興津博規／加藤雅史／河合勝彦／岸田恵士／Q.いしかわ／グレース・マーヤ／黒田敦司／ケイコ・リー／小杉敏／後藤浩二／榊原洋子／清水絵理子／鈴木勲／鈴木良雄／豊崎圭介／中牟礼貞則／中本マリ／野力奏一／日野皓正／増尾好秋／峰厚介／山本剛／渡辺裕之／渡辺文雄（以上、敬称略）

## ディスコグラフィ

### リーダー作品
- 『Acoustic Duo Lush Life-Billy-Tokyo』 （1990年、増尾好秋＋岡田勉）
- 『HAPPINESS』 （2007年、岡田勉、峰厚介、野力奏一、村上寛）
- 『Zan Zaux』 （2010年、岡田勉、峰厚介、野力奏一、村上寛）

### 主な参加作品
- 『ライブ-ファースト・フライト (LIVE - first flight)』 （1973年、福村博）
- 『ジャーニー・イントゥ・マイ・マインド (Journey into my mind)』 （1973年、日野皓正）
- 『モーニング・フライト (Morning flight)』 （1973年、福村博）
- 『トレイス (TRACE)』 （1974年、益田幹夫）
- 『イントゥ・エタニティ (Into eternity)』 （1974年、日野皓正）
- 『アウト・オブ・ケイオス (Out of Chaos)』 （1974年、峰厚介）
- 『マンデイ・ブルース (Monday blues)』 （1975年、渡辺香津美）
- 『ホイール・ストーン Vol.2 (WHEEL STONE Vol.2)』 （1975年、日野皓正）
- 『ホイール・ストーン  (WHEEL STONE)』 （1975年、日野皓正）
- 『ダフード (Daahoud)』 （1975年、山本剛）
- 『スピーク・トゥ・ロンリネス (SPEAK TO LONELINESS)』 （1975年、日野皓正）
- 『ライヴ・イン・コンサート (Live in concert)』 （1975年、日野皓正）
- 『サニー (Sunny)』 （1975年、安田南）
- 『濤』 （1976年、板橋文夫）
- 『リサイタル (Recital)』 （1976年、渡辺貞夫）
- 『ジャズ・オブ・ジャパン・ライヴ・アンダー・ザ・スカイ’77 (Live Under The Sky '77 ・Jazz Of Japan )』 （1977年、オムニバス）
- 『ダンシング・スフィンクス (Dancing Sphinx)』 （1978年、村上寛）
- 『ミッドナイトサン (Midnight Sun)』 （1978年、山本剛）
- 『バーニング・メン（バーニング・スーパー・セッション） (BURNING MEN(Burning super session))』 （1978年、鈴木勲）
- 『ブルース・トゥ・イースト (BLUES TO EAST)』 （1978年、山本剛）
- 『In Tokyo』 （1979年、トゥーツ・シールマンス）
- 『イントロデューシング (Introducing)』 （1983年、与世山澄子）
- 『ファースト・コンサート・ライブ － ベース・クッキン (First Concert Live - Bass Cookin')』 （1985年、ジャパニーズ・ベースプレイヤーズ・クラブ）
- 『サテン・ドール (Satin Doll)』 （1986年、山本剛）
- 『ミスター・ソウルマン (Mr. Soul Man)』 （1987年、寒川敏彦 ウィズ 原信夫とシャープス・アンド・フラッツ）
- 『ゲティング・トゥ・ノウ・ユー  (Getting to know you)』 （1988年、上野尊子＋山本剛）
- 『夜しか泳げない』 （1990年、SION）
- 『39th ストリート (39th STREET)』 （1991年、本田富士旺）
- 『ニューヨーク今日想曲 (Rhapsody In N.Y.)』 （1991年、阿見紀代子）
- 『マイ・ロマンス (My Romance )』 （1991年、亜樹山ロミ＋本田富士旺）
- 『フォー・センチメンタル・リーズンズ (For Sentimental Reasons)』 （1992年、本居まみ）
- 『EASE』 （1993年、本田竹曠）
- 『メジャー・トゥ・マイナー (Major to Minor)』 （1993年、峰厚介）
- 『TRUE LIVE / 1989-1992』 （1993年、SION）
- 『リー・コニッツ・ミーツ・ドン・フリードマン (Lee Konitz meets Don Friedman)』 （1994年、リー・コニッツ、ドン・フリードマン）
- 『イン・ナ・メイズ (In a maze)』 （1995年、峰厚介）
- 『ボディー・アンド・ソウル＜ウォーン・マーシュに捧ぐ (BODY and SOUL - dedicated to the memory of Warne Marsh )』 （1996年、リー・コニッツ & ゲイリー・フォスター）
- 『ライブ・アット・ボディ・アンド・ソウル (Live at Body & Soul)』 （1996年、山本剛）
- 『バランセ (BALANCEZ)』 （1997年、峰厚介）
- 『For All We Know』 （1998年、綾戸智絵）
- 『Your Songs』 （1998年、綾戸智絵）
- 『カッコ (Kakko)』 （1998年、カッコ）
- 『スピーク・ロウ (Speak Low)』 （1999年、山本剛）
- 『メモリーズ・オブ・ビル・エヴァンス (Memories of bill evans   a tribute to bill evans)』 （1999年、オムニバス）
- 『ダイナ  (DINAH)』 （2000年、山本剛）
- 『Day By Day』 （2000年、チカ・シンガー）
- 『キューズ・グルーヴ (Q's GROOVE)』 （2003年、Q・いしかわ）
- 『QuietStoRm』 （2005年、QuietStoRm）
- 『WATARASE』 （2005年、板橋文夫）
- 『ジャズ・イン・ジャパン：Legends of 70's  (Jazz in Japan : Legends of 70's)』 （2007年、オムニバス）
- 『You Are So Beautiful』 （2008年、鈴木ウータン正夫）
- 『DREAMY』 （2008年、MATSU & HIS SUPER BAND feat. 渡辺明日香）
- 『Quiet Thrill』 （2009年、the EROS）
- 『I Thought about You』 （2013年、竹田一彦）
- 『ライヴ・イン 根室 1977 (Live in Nemuro 1977)』 （2016年、渡辺貞夫）